# Пак Хак Сон
Пак Хак Сон, другие варианты — Пак Хак-Сон, Пак Хак Сен (19 сентября 1924 года, Ольгинский уезд, Приморская губерния, Дальневосточная область — 29 августа 1991 года) — звеньевой колхоза имени Димитрова Нижне-Чирчикского района Ташкентской области, Узбекская ССР. Герой Социалистического Труда (1951).

## Биография
Родился в 1924 году в крестьянской семье в одном из сельских населённых пунктов Ольгинского уезда Приморской губернии.
В 1937 году вместе с родителями депортирован на спецпоселение в Ташкентскую область, Узбекская ССР. В 1942 году окончил полную среднюю школу. С 1943 года трудился в колхозе «Красный Восток» Нижне-Чирчикского района, с 1945 года — звеньевой, бригадир колхоза имени Димитрова Нижне-Чирчикского района.
В 1950 году звено Пак Хак Сона собрало в среднем с каждого гектара по 147,3 зеленцового стебля кенафа на участке площадью 6 гектаров. Указом Президиума Верховного Совета СССР от 22 мая 1951 года удостоен звания Героя Социалистического Труда с вручением ордена Ленина и золотой медали «Серп и Молот».
В 1951 году поступил в Московский институт востоковедения. В 1952 году вступил в КПСС. Потом обучался в Институте востоковедения АН СССР, который окончил в 1957 году.
В 1957 году возвратился в колхоз имени Димитрова Нижне-Чирчикского района. С 1957 года — рядовой колхозник колхоза имени Андреева Нижне-Чирчикского района, с 1960 года — работник культуры колхоза имени Димитрова Нижне-Чирчикского района, с 1963 года — бригадир колхоза «Победа» Аккурганского района Ташкентской области, заместитель председателя колхоза «Гулистан» Аккурганского района (май — декабрь 1972), с 1973 года — бригадир колхоза «Победа» Галабинского района Ташкентской области.
Скончался в августе 1991 года.
Награды
- Герой Социалистического Труда
- Орден Ленина
- Медаль «В ознаменование 100-летия со дня рождения Владимира Ильича Ленина»